# Oublie ça
Singles de Téléphone
Jour contre jour Un autre monde
Pistes de Un autre monde
Le garçon d'ascenseur T'as qu'ces mots
Oublie ça est une chanson composée par le groupe Téléphone, sortie en 1984 dans l'album Un autre monde et chantée par Jean-Louis Aubert.
Elle parle à mots à peine voilés d'un homme qui ne peut arrêter de prendre la drogue qui le détruit, malgré le malaise et le vide qu'il en ressent, et qui n'a plus dans sa vie que "le manque à gagner" ; celui qui s'adresse à lui aimerait le voir sortir de cet enfer, et qu'il "oublie ça". Le single (avec en face B 66 heures composée par Louis Bertignac) est passé relativement inaperçu à sa sortie.

## Crédits
- Jean-Louis Aubert : chant, guitare rythmique
- Louis Bertignac : guitare solo, chant, chœurs
- Corine Marienneau : basse, chœurs
- Richard Kolinka : batterie, percussions